# Estadio Seaview
Seaview es un estadio de fútbol en Belfast (Irlanda del Norte) Reino Unido, donde disputa sus partidos como local el Crusaders Football Club. El estadio tiene capacidad para 3054 espectadores y tiene una superficie de césped artificial 4G.
Seaview también ha experimentado una considerable renovación en las últimas temporadas, con nuevos vestuarios, asientos en los graderíos y, en general, mejores instalaciones. Se abrieron tres nuevas tribunas en los extremos del terreno de juego y en su lado sur en julio de 2011 para sustituir los antiguos graderíos.